# 1878

## أحداث
- تأسيس مدينة ريسيستينسيا وتقع حاليا في الأرجنتين.
- تأسيس مدينة رابول وتقع حاليا في بابوا غينيا الجديدة.
- تأسيس مدينة بتاح تكفا.
- نهاية حرب الاستقلال الرومانية في 3 مارس 1878 والتي بدأت في 24 أبريل 1877.
- بداية الحرب الإنكليزية الأفغانية الثانية في 1878 والتي انتهت في 1880.
- نهاية حرب الأعوام العشرة في 1878 والتي بدأت في 10 أكتوبر 1868.
- عام 1878م هو عام وصول طلائع المهاجرين الشركس إلى بلاد الشام (الأردن، سوريا وفلسطين)، بعد تهجيرهم الثاني من بلاد البلقان التي هجّروا إليها عام 1864م ثم جرى تهجيرهم منها ثانية إثر نيلها استقلالها من تركيا.
- 17 فبراير - أول شبكة هاتفية بالولايات المتحدة الأمريكية مكونة من 18 هاتف وذلك بسان فرانسيسكو.

## مواليد
- أحمد الفهد الخالد
- آيسايا بومان
- أبو شعيب الدكالي
- أحمد الهاشمي
- أحمد نامي بك
- الشاعر أحمد نسيم
- ابرا تشارلز بلاكوود
- الحاج سري
- بول رينو
- توماس مودي
- جورج ويبل
- جوزيف ستالين
- جوستاف ستريسمان
- خليل السكاكيني
- رضا بهلوي
- روبرت دافيس كاري
- صفية زغلول
- صقر النصافي
- عبد القادر ناصح بك الملاح
- علي محمود
- كارلوس سافيدرا لاماس
- كازيمير ماليفيتش
- كوكي هيروتا
- لويس شيفروليه
- مارتن بوبر
- مانويل كويزون
- محسن أبو طبيخ
- محمد الأحمدي الظواهري
- محمد زاهد الكوثري
- محمد علي جوهر
- محمد فريد وجدي
- محمد مأمون الشناوي
- نيقولا حداد
- هاتي أوفيليا وايات كاراوي
- هيربرت تشابمان
- واصف بطرس غالي
- هنري جون جوفاين، جراح بريطاني.
- عبد العزيز نظمي

### أبريل
- عبد الرحمن بن زيدان

### سبتمبر
- 22 سبتمبر -  شيغه-رو يوشيدا، سياسي ياباني.

## وفيات
- أوكوبو توشيميتشي
- اونسلو ستيرنز
- جوزيف هنري
- جون رسل
- روبرت ستيرلنغ
- سام باس
- عبد الله أبو مسعود
- كارل جوتسكوف
- مصطفى خزندار
- ويليام كولين برايانت
- الشيخ محمد بن ثاني التي تنسب إليه أسرة آل ثاني الحاكمة في قطر.